# Tour Pannessac
La tour Pannessac est un édifice situé dans la commune du Puy-en-Velay, dans la Haute-Loire en région Auvergne-Rhône-Alpes.

## Histoire
Les évêques du Puy, comtes du Velay, fortifièrent la ville par une double enceinte, l'une entourant la ville, l'autre dite enceinte du cloître protégeant la cathédrale et le palais épiscopal, la tour Pannessac fait partie de la première enceinte.
La tour Pannessac est classée au titre des monuments historiques par arrêté du 6 mars 1897.